# Свэйл, Джо
Джо Свэйл (англ. Joe Swail, род. 29 августа 1969 года) — закончивший карьеру профессиональный снукерист из Северной Ирландии. Двукратный полуфиналист чемпионата мира, победитель мини-рейтингового турнира Strachan Challenge, финалист открытого чемпионата Уэльса 2009 и полуфиналист 7 других рейтинговых соревнований. Также Свэйл является чемпионом Северной Ирландии 2005 года.

## Карьера
Джо Свэйл стал профессионалом в 1991 году, и тогда же выиграл свой первый и пока что единственный рейтинговый (точнее — мини-рейтинговый) турнир (Strachan Challenge).
Свэйлу понадобилось всего три сезона, чтобы войти в Топ-16 — один из самых быстрых показателей. Но в сезоне 1997/1998 он выиграл всего в двух матчах, и из-за этого выбыл за пределы 16 сильнейших.
В 2000 и 2001 Джо выходил в полуфиналы чемпионатов мира. Благодаря первому из этих полуфиналов, он вновь сумел возвратиться в Топ-16 (и стал всего вторым игроком после Рекса Уильямса, которому удавалось возвратиться туда снова); благодаря второму он занял высший для себя рейтинг (10-й). Но в последующие несколько сезонов подряд Свэйл наоборот, постоянно ухудшал своё положение в рейтинге. Некоторое время он находился даже за пределами Топ-32, правда, после сезона 2005/06 он возвратился в список 32 лучших.
В первенстве мира 2007 года североирландец в первом круге победил Марка Уильямса со счётом 10:9, проигрывая по ходу матча 0:4. Это и другие хорошие результаты позволили ему стать 17-м в мировом рейтинге.
В сезоне 2007/08 североирландец вновь имел реальный шанс попасть в Топ-16, однако из-за поражения 12:13 Ляну Вэньбо во втором раунде чемпионата мира он потерял такую возможность, и стал всего 20-м. В том же матче ЧМ он забил сложный чёрный шар, названный комментатором и бывшим игроком Вилли Торном как «Один из тысячи».
Сезон 2008/09 Свэйл провёл плохо, проиграв большинство матчей. Исключение — Welsh Open, где он дошёл до финала.
Джо Свэйл очень плохо слышит, потеря слуха составляет 90 %. Но это нисколько не мешает ему хорошо играть.

## Стиль игры
Свэйл известен тем, что очень хорошо выполняет «массе» и вообще удары с большим наклоном кия. Джо умеет качественно выполнять удар, держа кий под углом 45 градусов относительно плоскости стола, что не удаётся большинству остальных игроков мэйн-тура, за исключением Джимми Уайта и некоторых других снукеристов. Также Свэйл отлично играет с реста.

## Достижения в карьере
- Чемпионат мира полуфинал — 2000, 2001
- Strachan Challenge чемпион — 1993
- Чемпионат Ирландии среди профессионалов победитель — 2005
- Welsh Open финалист — 2009